# Lansingerland
Lansingerland és el nom d'un municipi que es troba a la zona oest dels Països Baixos, a la província d'Holanda del Sud. Es va crear l'1 de gener del 2007 per la fusió dels municipis de Berkel en Rodenrijs, Bleiswijk i Bergschenhoek. Abans de la fusió, estava conegut popularment com el Triangle B, per representar els tres municipis que anaven a formar una nova comuna amb un nom nou. L'1 de gener del 2021 tenia 63.363 habitants.

## Nuclis de població
Lansingerland es compon de les següents comunitats:
- Bergschenhoek
- Berkel en Rodenrijs
- Bleiswijk
- De Rotte
- Kruisweg